# Егіс Клімас
Егіс Клімас (англ. Egis Klimas; нар. 12 жовтня 1964, Литовська РСР) — американський підприємець та боксерський промоутер литовського походження.
Займається менеджментом професійних боксерів переважно з країн колишнього СРСР. Співпрацює з промоутерською компанією Top Rank.

## Боксери
Деякі боксери, справи яких вів або веде Клімас:
- Олександр Усик
- Василь Ломаченко
- Олександр Гвоздик
- Сергій Ковальов